# Géonémie
Cet article court présente un sujet plus développé dans : biogéographie.
Ne doit pas être confondu avec Géonomie.
La géonémie est l'étude descriptive de la répartition géographique des êtres vivants à l'échelle des temps géologiques.
Cette discipline scientifique relève de la biogéographie qui s'attache à décrire et à expliquer la répartition géographique des animaux (zoogéographie) et des végétaux (phytogéographie) sur la Terre.  Au cours des temps géologiques, la répartition des êtres vivants sur la planète est conditionnée par les modifications du climat et les mouvements des masses continentales. La géonémie décrit cette répartition tandis que la chorologie en recherche les causes.
La géonémie retrace l'histoire biogéographique des peuplements d'espèces.
Cette discipline est aussi utilisée en taxinomie pour étudier les aires de répartition des espèces (taxons) vivantes sur la planète. 